# Rahal Letterman Lanigan Racing

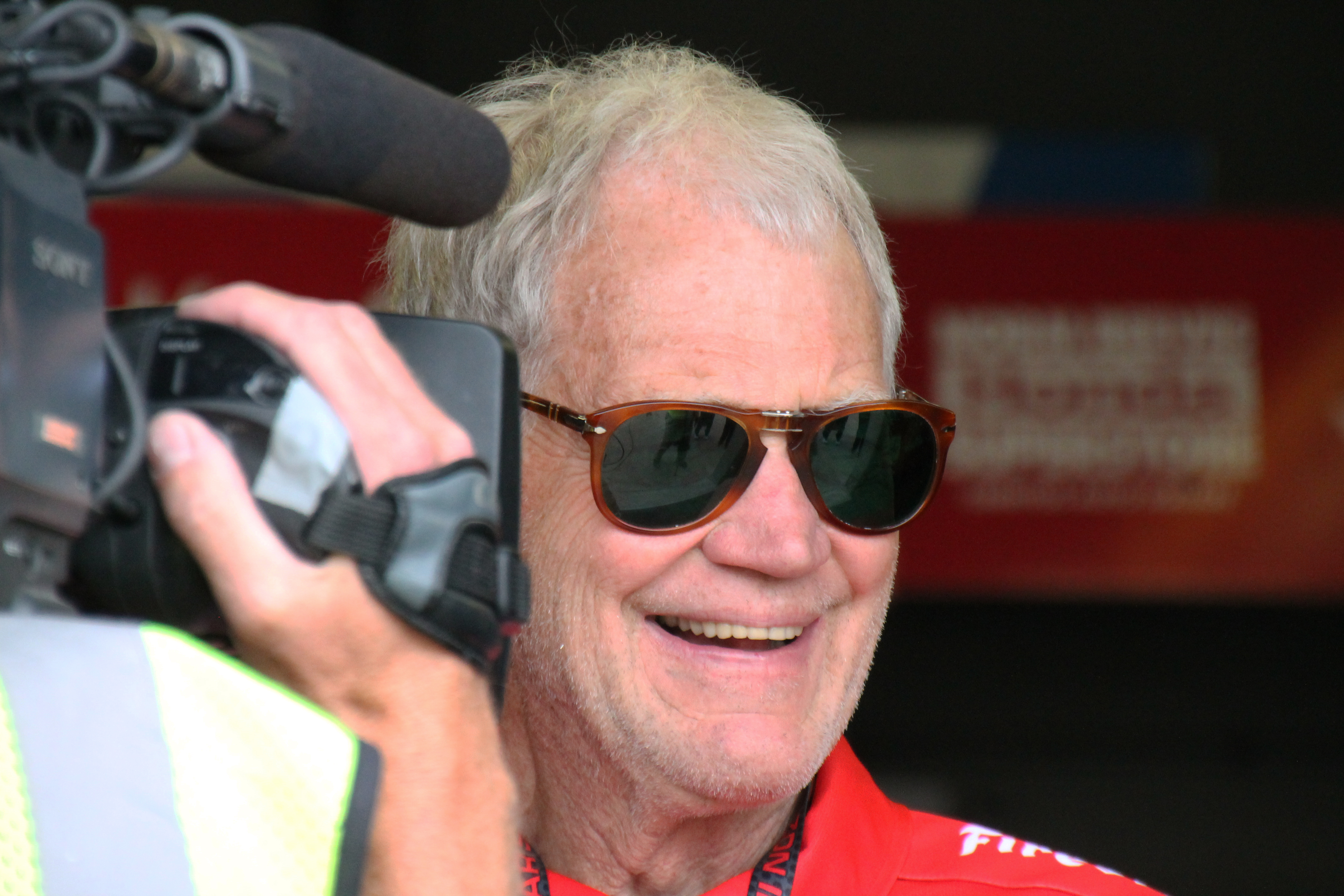
David Letterman, 2015.

Rahal Letterman Lanigan Racing är ett amerikanskt IndyCar-stall som ägs av den före detta racerföraren Bobby Rahal och TV-ikonen David Letterman samt affärsmannen Michael Lanigan. Stallet är mest berömt för att ha kört i CART och IndyCar under många år.

## Historia
Stallet startades av Bobby Rahal under hans aktiva karriär. Teamets första säsong var 1992 under namnet Rahal-Hogan Racing. Bobby vann titeln under sitt första år som teamägare, vilket saknade motstycke inom Indycarhistorien. Han hade redan vunnit två titlar innan, men titeln 1992 kom oväntat, i och med att det var teamets första säsong. Det är än idag stallets enda formelbilstitel, även om Buddy Rice vann Indianapolis 500 2004 körandes för Rahal. 1996 bytte stallet namn till Team Rahal, året innan David Letterman köpte en andel av teamet. Stallet bytte formellt namn till Rahal Letterman Racing 2004. Förutom Rahals titelvinst kom stallets mest framgångsrika år 2001, då Kenny Bräck vann fyra ovaltävlingar i CART, och nästan vann titeln, men fick se sig passerad av Gil de Ferran med ett par tävlingar kvar. På grund av svag ekonomi sedan Danica Patrick lämnade teamet efter 2006 tvingades stallet lägga ned sitt IndyCar-stall, på grund av sponsorbrist innan säsongen 2009. Under 2009 satsade stallet istället på att tävla i GT2-klassen i American Le Mans Series med BMW M3. I december 2010 köpte Michael Lanigan in sig i stallet som bytte namn till Rahal Letterman Lanigan Racing.